# Голубівка (Хмільницький район)
Голубі́вка (до 1946 — Леонардівка) — село в Україні, у Калинівській міській громаді Хмільницького району Вінницької області. Населення становить 279 осіб.

## Історія
Село засноване поміщиком Леонардом Мадейським в 1830 році, першими жителями були переведені селяни того ж Мадейського з сіл Овечаче (Дружне) та Нова Гребля, саме тому прізвища цих сіл збігаються. Власне від імені поміщика і походить назва села — Леонардівка. В 1864 р. тут нараховувалось 206 жителів. Приписане було до приходу Лукинської церкви с. Малий Чернятин.
В 1946 році село перейменували в Голубівку.
12 червня 2020 року, відповідно до Розпорядження Кабінету Міністрів України № 707-р, «Про визначення адміністративних центрів та затвердження територій територіальних громад Вінницької області», увійшло до складу Калинівської міської громади.
17 липня 2020 року, в результаті адміністративно-територіальної реформи і ліквідації Калинівського району, село увійшло до складу новоутвореного Хмільницького району.

## Люди
В селі народився Лихогляд Микола Франкович (нар. 1959) — український історик.